# The Human Thing
The Human Thing is het tweede studioalbum van de Belgische indiepopgroep Das Pop. De band kreeg tijdens voorbereidingen te weinig steun van platenlabel PIAS, waar Das Pop het debuutalbum op uitbracht, en besloot het album in eigen beheer uit te brengen. Het album werd gepresenteerd tijdens het literair-muzikale festival De Nachten te Antwerpen. Er werden vier verschillende hoezen uitgebracht met elk een afbeelding van een ander bandlid.
De opnames namen een jaar in beslag, waarvan zes maanden in de studio. Tijdens de opnames verliet toetsenist Tom Kestens de band om meer aandacht aan zijn eigen band Lalalover te kunnen schenken. Na de opnames vertrok ook gitarist Lieven Moors.
Van het album werd een single uitgebracht; Telephone Love. Het album stond acht weken in de Vlaamse Ultratop 200 Albums waarvan twee weken op nummer 6.

## Tracklist
Alle teksten zijn geschreven door Das Pop, alle muziek is geschreven door Das Pop.
| Nr. | Titel                                            | Duur |
| --- | ------------------------------------------------ | ---- |
| 1.  | You                                              | 4:00 |
| 2.  | Turn                                             | 4:10 |
| 3.  | All Wrong                                        | 4:00 |
| 4.  | Never There                                      | 3:12 |
| 5.  | Love Is Fair                                     | 4:01 |
| 6.  | Telephone Love                                   | 3:36 |
| 7.  | We Live Again                                    | 5:32 |
| 8.  | Another World                                    | 3:29 |
| 9.  | The Machine                                      | 4:20 |
| 10. | Feelgood Factors                                 | 3:02 |
| 11. | Feverman                                         | 4:48 |
| 12. | Gerard                                           | 4:01 |
| 13. | The Human Thing                                  | 3:09 |
| 14. | Neversleeper                                     | 3:42 |
| 15. | You (Live - A Lovely Evening With Das Pop)       |      |
| 16. | All Wrong (Live - A Lovely Evening With Das Pop) |      |
| 17. | Du (Duitse versie van "You")                     |      |

## Credits

### Bezetting
- Bent Van Looy (zang, drums)
- Lieven Moors (gitaar)
- Reinhard Vanbergen (gitaar)
- Niek Meul (bas)
- Tom Kestens (keyboard)
- Jan Vercruise (fluit op All Wrong)[5]

### Productie
- Phil Vinall (mix)
- Teo Miller (mix)